# Sidi Kada
Pour les articles homonymes, voir Kada (homonymie).
Sidi Kada, anciennement Cacherou durant la période de la colonisation française, est une commune de la wilaya de Mascara en Algérie.

## Géographie
Sidi Kada est située à 20 km au sud-est de Mascara, sur la route nationale 14.
|         | Tighennif              |                 |
| Maoussa | Sidi Kada              | Hachem, Zelmata |
|         | Sidi Boussaid, Nesmoth |                 |

### Localités de la commune
En 1984, la commune de Sidi Kada est constituée à partir des localités suivantes :
- Sidi Kada centre
- Village socialiste agricole Zamalat Sidi Mohieddine
- Sidi Salem
- Ababsa
- Zaouia
- Zegaaguia
- Menasria
- Ouled Moussa
- Ouled Hadj Daho
- Ouled Abderrahmane
- Ouled Ahcéne
- Ouled Bouyakhlef
- Hazazta

## Toponymie
La commune porte le nom de Sidi Kada Belmokhtar, un ancêtre de l’émir Abdelkader.
Le nom de la commune durant la période coloniale était Cacherou.

## Histoire

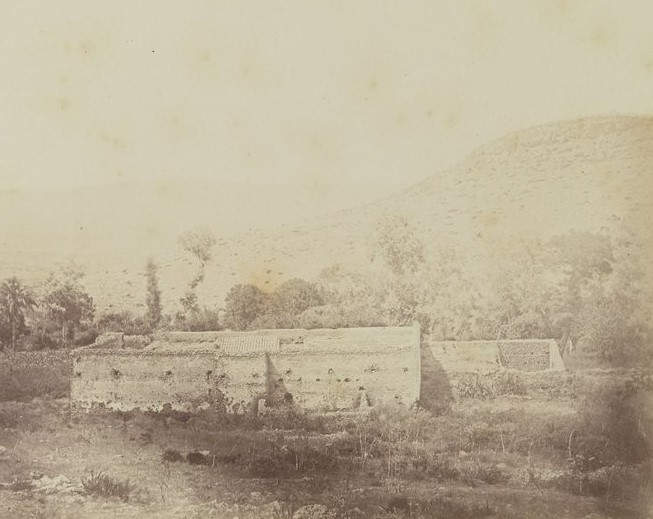
Ruines d'un château dans les années 1850.

Sidi Kada, né au XIe siècle de l'Hégire, était un érudit et une figure sainte. Il s'est installé dans la plaine de Ghriss vers 1640 et est devenu l'ancêtre des Kadaouas et de l'émir Abdelkader. Ce dernier a vécu un certain temps dans la localité.
Le centre coloniale de Cacherou a été implanté en 1874.

## Démographie
Selon le recensement général de la population et de l'habitat de 2008, la population de la commune de Sidi Kada est évaluée à 20 614 habitants contre 17 843 habitants en 1998, dont 10 974 habitants dans l'agglomération chef-lieu et 3 415 habitants dans la localité de Sidi Mahiedine.

## Culture et patrimoine
La commune abrite le mausolée de Sidi Kada, l'un des sites religieux les plus fréquentés de la wilaya de Mascara, car doté de vocations multiples.
La commune de Sidi Kada héberge les vestiges de la zaouïa de Sidi Mahieddine, le père de l'Emir Abdelkader, qui est associée à la confrérie Qadiriyya, ainsi que les restes des remparts, d'un hammam et d'un domaine agricole. En outre, un monument a été érigé en l'honneur de l'Emir Abdelkader.